# Tourrette-Levens
Tourrette-Levens é uma comuna francesa na região administrativa da Provença-Alpes-Costa Azul, no departamento Alpes Marítimos. Estende-se por uma área de 16,5 km², com  (Tourrettans) 4116 habitantes, segundo os censos de 1999, com uma densidade de 249 hab/km².